# Деражнянський замок
Деражнянський замок — фортифікаційно-архітектурна споруда першої половини XVII ст. Розташований у м. Деражня Хмельницької області, на лівому березі річки Вовк.

## Історія
Залишки Деражнянського замку було знайдено у м. Деражня Хмельницької області поблизу приміщення колишньої волосної школи. Деякі з археологів, досліджуючи дану місцевість, доводять, що Деражнянський замок являв собою земляну фортифікацію. Так, скажімо, в книзі Володимира Захар'єва зазначено: «Лише зовнішній (напільний) рів, що сьогодні більше схожий на природній видолинок, залишився від деражнянського пізньосередньовічного земляного замку. Втім, для цього укріплення, що контролювало дорогу, яка вела з Проскурова та Меджибіжа до переправи на місто Бар, архітектори обрали найоптимальніше для нього місце — на північно-західній околиці так званої старої Деражні і досить вдало використали рельєф місцевості — середини пологого схилу лівого берега р. Вовк. Вони спеціально поглибили видолинки, які були із заходу на півночі, укріпивши ними квадратну ділянку. Затим викопали південний та східний рови і, врешті, окреслили майданчик зі стороною приблизно 80 м.»

## Будова
Про архітектуру самого замку збереглося не так багато інформації, проте в статті О. Годованюк «Оборонні споруди Поділля за „Інвентарем 1615 р.“» вказано, що: "Деражнянський двір «парканом в слупи в коло огороджений паркан гонтом побитий. Накриття паркану гонтом свідчить про те, що ця конструкція мала досить значну товщину» . Брама була «з дерева тесаного, до котрої ворота подвійні… На гору вхід заламаний з балясами точеними, гонтом побитий. Ганок на трьох сторонах також з балясами точеними».

## Цікавий факт
Цікавим фактом є те, що у 2016 р. археолог ХОКМ С. Демидко спільно з директором Деражнянського районного музею Олександром Кохановським провели вибіркове шурфування території замчиська, та знайшли там сліди пожежі й кераміку XVII століття. Звертаючи увагу на те, що місцевість, де знаходиться місто Деражня, у ті часи була засаджена густим лісом, то можна сказати, що сам замок був побудований із дерева. Проте в результаті нападів ворогів він був спалений.
На цей час (XXI ст.) на території, де знаходився Деражнянський замок, простежується північний вал висотою до 0,7 м, перед ним розташований рів глибиною 2-3,5 м і шириною до 20 м. Інші конструкції замку не дійшли до нашого часу через ерозію ґрунту та вплив часу загалом. Зокрема, східний рів на рубежі XIX—XX ст. потрапив під будівлю волосного управління.
У Деражні частково збереглася забудова ХІХ — початку ХХ століть, серед якої 9 споруд визнані пам'ятками архітектури місцевого значення. Зокрема, привертають увагу особняк Раціборовського ХІХ-го століття (нині — районна лікарня), будинок адвоката Периторіна початка ХХ-го століття (у радянські роки —школа, будинок школяра), прибутковий будинок 1912 року.